# Semmy Schilt
Sem Schilt detto
Semmy Schilt (Rotterdam, 27 ottobre 1973) è un karateka, kickboxer, ex artista marziale misto e kudoka olandese.
È stato campione di MMA nella promozione giapponese Pancrase tra il 1999 ed il 2001, campione di Karate kyokushinkai nella categoria dei pesi supermassimi nel 2004 e campione di kickboxing nel circuito K-1 nel 2005, 2006, 2007 e 2009, nonché il primo ed unico campione K-1 dei pesi supermassimi.
Attualmente è sotto contratto con la promozione singaporiana di kickboxing Glory nella quale ha vinto il torneo 2012 Glory Heavyweight Grand Slam ed è stato il primo campione dei pesi massimi tra il 2012 ed il 2013; per i ranking ufficiali è il contendente numero 2 tra i pesi massimi.
È il primo atleta nella storia del kickboxing ad aver vinto il titolo sia nel K-1 che in Glory, le quali sono considerate le due promozioni più prestigiose dello sport.
Come kickboxer vanta vittorie di rilievo su Musashi (due volte), Remy Bonjasky (tre volte), Glaube Feitosa (tre volte), Ray Sefo (due volte), Ernesto Hoost (due volte), Jérôme Le Banner (quattro volte), Peter Aerts (due volte), Mighty Mo, Mark Hunt, Hesdy Gerges (due volte), Daniel Ghiță (due volte), Alexey Ignashov, Badr Hari, Errol Zimmerman (due volte), Keijiro Maeda, Rico Verhoeven e Gökhan Saki.
Misura 212 cm di altezza per 133 kg di peso, abbinate ad una agilità sorprendente e ad una tecnica da karateka egregia. Semmy Schilt inoltre vinse il kudo Hokutoki Championship due volte (divisione a peso libero, 1996, 1997).
È occasionalmente attivo anche come comparsa in alcuni film, tra cui Transporter 3 del 2008, diretto da Olivier Megaton e prodotto da Luc Besson.

## Risultati nelle arti marziali miste
| Risultato | Record  | Avversario               | Metodo                               | Evento                                       | Data              | Round | Tempo | Città                        | Note                                                |
| --------- | ------- | ------------------------ | ------------------------------------ | -------------------------------------------- | ----------------- | ----- | ----- | ---------------------------- | --------------------------------------------------- |
| Vittoria  | 26–14-1 | Mighty Mo                | Sottomissione (triangolo)            | Dynamite!! 2008                              | 31 dicembre 2008  | 1     | 5:17  | Saitama, Giappone            |                                                     |
| Vittoria  | 25–14-1 | Nandor Guelmino          | KO Tecnico (pugni)                   | LOTR: Schilt vs. Guelmino                    | 12 gennaio 2008   | 1     | 4:20  | Belgrado, Serbia             |                                                     |
| Vittoria  | 24–14-1 | Kim Min-Soo              | Sottomissione (triangolo)            | Hero's 6                                     | 5 agosto 2006     | 1     | 4:47  | Tokyo, Giappone              |                                                     |
| Sconfitta | 23–14-1 | Sergei Kharitonov        | KO Tecnico (pugni)                   | Pride Critical Countdown 2004                | 20 giugno 2004    | 1     | 9:19  | Kōbe, Giappone               | Pride 2004 Heavyweight Grand Prix, Quarti di finale |
| Vittoria  | 23–13-1 | Gan McGee                | Sottomissione (armbar)               | Pride Total Elimination 2004                 | 25 aprile 2004    | 1     | 5:02  | Saitama, Giappone            | Pride 2004 Heavyweight Grand Prix, Primo turno      |
| Sconfitta | 22–13-1 | Josh Barnett             | Sottomissione (armbar)               | Inoki Bom-Ba-Ye 2003                         | 31 dicembre 2003  | 3     | 4:48  | Kōbe, Giappone               |                                                     |
| Sconfitta | 22–12-1 | Antônio Rodrigo Nogueira | Sottomissione (triangolo)            | Pride 23: Championship Chaos 2               | 24 novembre 2002  | 1     | 6:36  | Tokyo, Giappone              |                                                     |
| Sconfitta | 22–11-1 | Fedor Emelianenko        | Decisione (unanime)                  | Pride 21: Demolition                         | 23 giugno 2002    | 3     | 5:00  | Saitama, Giappone            |                                                     |
| Vittoria  | 22–10-1 | Yoshihiro Takayama       | KO (pugni)                           | Pride 18: Cold Fury 2                        | 23 dicembre 2001  | 1     | 3:09  | Fukuoka, Giappone            |                                                     |
| Vittoria  | 21–10-1 | Masaaki Satake           | KO Tecnico (colpi)                   | Pride 17: Championship Chaos                 | 3 novembre 2001   | 1     | 2:18  | Tokyo, Giappone              |                                                     |
| Vittoria  | 20–10-1 | Akira Shoji              | KO (soccer kick)                     | Pride 16: Beasts From the East               | 24 settembre 2001 | 1     | 8:19  | Osaka, Giappone              | Debutto in Pride                                    |
| Sconfitta | 19–10-1 | Josh Barnett             | Sottomissione (armbar)               | UFC 32: Showdown in the Meadowlands          | 29 giugno 2001    | 1     | 4:21  | East Rutherford, Stati Uniti |                                                     |
| Vittoria  | 19–9-1  | Pete Williams            | KO Tecnico (colpi)                   | UFC 31: Locked and Loaded                    | 4 maggio 2001     | 2     | 1:26  | Atlantic City, Stati Uniti   | Debutto in UFC                                      |
| Parità    | 18–9-1  | Aleksei Medvedev         | Parità                               | 2H2H 2: Simply The Best                      | 18 marzo 2001     | 2     | 10:00 | Rotterdam, Paesi Bassi       |                                                     |
| Vittoria  | 18–9    | Bob Schrijber            | Sottomissione (ghigliottina)         | It's Showtime: Exclusive                     | 22 ottobre 2000   | 2     | 1:00  | Haarlem, Paesi Bassi         |                                                     |
| Vittoria  | 17–9    | Osami Shibuya            | KO Tecnico (pugni)                   | Pancrase: 2000 Anniversary Show              | 24 settembre 2000 | 1     | 8:55  | Yokohama, Giappone           | Difende il titolo King of Pancrase                  |
| Vittoria  | 16–9    | Yoshihisa Yamamoto       | KO (ginocchiata e pugni)             | Rings Holland: Di Capo Di Tutti Capi         | 4 giugno 2000     | 1     | 2:54  | Utrecht, Paesi Bassi         |                                                     |
| Vittoria  | 15–9    | Kazuo Takahashi          | KO Tecnico (pugni)                   | Pancrase: Trans 3                            | 30 aprile 2000    | 1     | 7:30  | Yokohama, Giappone           | Difende il titolo King of Pancrase                  |
| Vittoria  | 14–9    | Yuki Kondo               | Sottomissione (rear naked choke)     | Pancrase: Breakthrough 10                    | 28 novembre 1999  | 1     | 2:28  | Osaka, Giappone              | Vince il titolo King of Pancrase                    |
| Vittoria  | 13–9    | Ikuhisa Minowa           | Decisione (unanime)                  | Pancrase: 1999 Anniversary Show              | 18 settembre 1999 | 1     | 15:00 | Tokyo, Giappone              |                                                     |
| Vittoria  | 12–9    | Katsuomi Inagaki         | KO (ginocchiata)                     | Pancrase: Breakthrough 8                     | 4 settembre 1999  | 1     | 8:23  | Sendai, Giappone             |                                                     |
| Vittoria  | 11–9    | Osami Shibuya            | Sottomissione (rear naked choke)     | Pancrase: Breakthrough 7                     | 6 luglio 1999     | 1     | 12:06 | Tokyo, Giappone              |                                                     |
| Sconfitta | 10–9    | Gilbert Yvel             | KO (pugni)                           | Rings Holland: The Kings of the Magic Ring   | 20 giugno 1999    | 2     | 4:45  | Utrecht, Paesi Bassi         | Debutto in Rings                                    |
| Sconfitta | 10–8    | Yuki Kondo               | Decisione (punti persi)              | Pancrase: Breakthrough 4                     | 18 aprile 1999    | 1     | 20:00 | Yokohama, Giappone           |                                                     |
| Vittoria  | 10–7    | Takafumi Ito             | Sottomissione (triangolo di braccio) | Pancrase: Breakthrough 3                     | 9 marzo 1999      | 1     | 1:45  | Tokyo, Giappone              |                                                     |
| Vittoria  | 9–7     | Masakatsu Funaki         | KO (pugno al corpo)                  | Pancrase: 1998 Anniversary Show              | 14 settembre 1998 | 1     | 7:13  | Tokyo, Giappone              |                                                     |
| Vittoria  | 8–7     | Guy Mezger               | KO Tecnico (colpi di palmo)          | Pancrase: Advance 8                          | 21 giugno 1998    | 1     | 13:15 | Tokyo, Giappone              |                                                     |
| Vittoria  | 7–7     | Kazuo Takahashi          | KO Tecnico (colpi di palmo)          | Pancrase: Advance 6                          | 12 maggio 1998    | 1     | 5:44  | Yokohama, Giappone           |                                                     |
| Vittoria  | 6–7     | Jason Godsey             | KO Tecnico (stop medico)             | Pancrase: Advance 5                          | 26 aprile 1998    | 1     | 1:47  | Yokohama, Giappone           |                                                     |
| Sconfitta | 5–7     | Masakatsu Funaki         | Decisione (punti persi)              | Pancrase: Advance 4                          | 18 marzo 1998     | 1     | 15:00 | Tokyo, Giappone              |                                                     |
| Sconfitta | 5–6     | Satoshi Hasegawa         | Sottomissione (ankle lock)           | Pancrase: Advance 3                          | 6 febbraio 1998   | 1     | 3:56  | Kōbe, Giappone               |                                                     |
| Vittoria  | 5–5     | Minoru Suzuki            | KO (ginocchiata)                     | Pancrase: Advance 1                          | 16 gennaio 1998   | 1     | 9:52  | Tokyo, Giappone              |                                                     |
| Sconfitta | 4–5     | Yuki Kondo               | Decisione (unanime)                  | Pancrase: Alive 7                            | 30 giugno 1997    | 1     | 20:00 | Fukuoka, Giappone            |                                                     |
| Vittoria  | 4–4     | Takaku Fuke              | Sottomissione (rear naked choke)     | Pancrase: Alive 5                            | 24 maggio 1997    | 1     | 8:59  | Kōbe, Giappone               |                                                     |
| Vittoria  | 3–4     | Kazuo Takahashi          | KO Tecnico (colpi di palmo)          | Pancrase: Alive 3                            | 22 marzo 1997     | 1     | 7:00  | Nagoya, Giappone             |                                                     |
| Sconfitta | 2–4     | Masakatsu Funaki         | Sottomissione (toe hold)             | Pancrase: Alive 2                            | 22 febbraio 1997  | 1     | 5:47  | Urayasu, Giappone            |                                                     |
| Sconfitta | 2–3     | Guy Mezger               | Decisione (punti persi)              | Pancrase: Alive 1                            | 17 gennaio 1997   | 1     | 20:00 | Tokyo, Giappone              |                                                     |
| Vittoria  | 2–2     | Osami Shibuya            | Decisione (maggioranza)              | Pancrase: Truth 10                           | 15 dicembre 1996  | 1     | 10:00 | Tokyo, Giappone              |                                                     |
| Sconfitta | 1–2     | Ryūshi Yanagisawa        | Sottomissione (ankle lock)           | Pancrase: Truth 7                            | 28 ottobre 1996   | 1     | 0:51  | Nagoya, Giappone             |                                                     |
| Sconfitta | 1–1     | Yuki Kondo               | Decisione (non unanime)              | Pancrase: 1996 Neo-Blood Tournament, Round 1 | 22 luglio 1996    | 1     | 10:00 | Tokyo, Giappone              |                                                     |
| Vittoria  | 1–0     | Manabu Yamada            | Sottomissione (rear naked choke)     | Pancrase: Truth 5                            | 16 maggio 1996    | 1     | 5:44  | Tokyo, Giappone              | Debutto in Pancrase                                 |